# Kortowo
Kortowo (niem. Kortau) – osiedle (jednostka pomocnicza gminy) w Olsztynie, stanowiące część oficjalnego podziału administracyjnego miasta, usytuowane w południowej jego części (na jego obrzeżach), nad Jeziorem Kortowskim.
Kortowo tworzy wyodrębnione z pozostałej części miasta miasteczko akademickie, w którym siedzibę ma większość instytucji uniwersyteckich lub związanych z Uniwersytetem Warmińsko-Mazurskim w Olsztynie (radio UWM FM, kluby studenckie itp.). Na terenie osiedla znajdują się jeziora Starodworskie i Modrzewiowe.
W latach 1886–1889 na terenach Kortowa wybudowano szpital psychiatryczny, którego pensjonariusze zostali wymordowani podczas II wojny światowej. Po wojnie ocalałe zabudowania zaadaptowano na siedzibę następujących szkół wyższych:
- Wyższa Szkoła Rolnicza w Olsztynie 1950–1968
- Akademia Rolniczo-Techniczna w Olsztynie 1969–1999
- Uniwersytet Warmińsko-Mazurski od 1999

Dla corocznych olsztyńskich juwenaliów utarła się nazwa Kortowiada.

## Granice osiedla
- od północy: granica biegnie od wschodniego brzegu Jeziora Kortowskiego w kierunku wschodnim do skrzyżowania ul. Saperskiej i ul. Armii Krajowej, następnie ul. Armii Krajowej do al. Warszawskiej i graniczy z południową stroną osiedla Grunwaldzkiego. Następnie załamuje się w kierunku południowym i zachodnim skrajem al. Warszawskiej biegnie do skrzyżowania z ul. J. Tuwima i graniczy z zachodnim skrajem osiedla Podgrodzie. Tu załamuje się w kierunku południowo-wschodnim i południowym skrajem ul. J. Tuwima biegnie do rzeki Łyny i graniczy z południowym skrajem osiedla Podgrodzie.
- od wschodu: zachodnim brzegiem rzeki Łyny w kierunku południowym do granic miasta Olsztyna i graniczy z zachodnią stroną osiedla Brzeziny i osiedla Jaroty.
- od południa: granicę stanowi granica miasta Olsztyna.
- od zachodu: granica przebiega od granic miasta Olsztyna w kierunku północnym, poprzez Las Gronicki, do brzegu Jeziora Kortowskiego, a następnie północno-zachodnim brzegiem Jeziora Kortowskiego do punktu wyjścia i graniczy z osiedlami Dajtki i Grunwaldzkie.

## Osiedla Kortowa
Osiedlu Kortowo administracyjnie podlegają osiedla:
- Kortowo II
- Słoneczny Stok
- Stary Dwór

## Komunikacja
- Ulice

Główną ulicą osiedla jest al. Warszawska, rozciągająca się niemal od centrum Olsztyna. Od al. Warszawskiej odbiegają mniejsze uliczki, którymi można dostać się do miasteczka akademickiego. Aleja Warszawska jest jednocześnie drogą wyjazdową na Warszawę.
- Komunikacja miejska

Na terenie osiedla znajdują się obecnie 2 pętle autobusowe (Stary Dwór i Słoneczny Stok). Przez teren osiedla przebiegają trasy 7 linii dziennych oraz dwie nocne: 103, 109, 303, 305, 309, N01, N02. Nieopodal przebiegają także trasy linii  128. Pierwszy autobus MPK pojawił się w Kortowie w latach 50. Był to pojazd linii numer 3, jeżdżący wówczas z Kortowa do Sanatorium. Mniej więcej w tym samym czasie swe kursy do Kortowa rozpoczął trolejbus linii numer 3, jeżdżący w okolice ronda na ulicy Jagiellońskiej. Poza autobusami MPK do Kortowa dojeżdżają również busy prywatnych przewoźników.

## Obiekty
- budynki dydaktyczne Uniwersytetu Warmińsko-Mazurskiego
- Przedszkole Miejskie Nr 40
- Stadnina koni w Kortowie III
- Miejskie Przedsiębiorstwo Energetyki Cieplnej w Olsztynie

## Zobacz
- Zespół Pieśni i Tańca „Kortowo”
- Eksperyment kortowski
- Kortowiada
- Zbrodnia w Kortau